# 彭卡韋

彭卡韋（西班牙語：Pencahue），是智利的城鎮，位於該國中部馬烏萊大區的塔爾卡省，始建於1794年4月15日，面積956.8平方公里，海拔高度38米，2012年人口7,924人，人口密度每平方公里8.3人。
35°24′S 71°49′W / 35.400°S 71.817°W